# Dolní Dunajovice
Dolní Dunajovice település Csehországban, Břeclavi járásban. Dolní Dunajovice Březí, Dobré Pole, Horní Věstonice, Brod nad Dyjí, Bavory, Perná és Pasohlávky településekkel határos. Lakosainak száma 1721 fő (2024. január 1.).

## Népesség
A település lakosságának változását az alábbi diagram mutatja:
| Lakosok száma | 2473 | 2664 | 2573 | 1689 | 1791 | 1705 | 1688 | 1704 | 1694 | 1721 |
|               | 1869 | 1890 | 1921 | 1950 | 1980 | 2001 | 2017 | 2019 | 2022 | 2024 |